# Viljuj
A Viljuj (oroszul: Вилюй) folyó Kelet-Szibéria nyugati vidékén, az oroszországi Krasznojarszki határterületen és Jakutföldön. A Léna leghosszabb és második legbővízűbb, bal oldali mellékfolyója.

## Földrajz
Hossza: 2650 km, vízgyűjtő területe 454 000 km².
A Viljuj a Közép-szibériai-fennsík északi részén ered. Eleinte északról dél felé halad, majd a Csona folyó torkolatánál élesen kelet felé fordul és nagyjából ebben az irányban folyik tovább. Szuntari településnél tesz egy nagy kanyart dél felé, majd újra kelet felé fordul és megtartja ezt az irányt egész a torkolatáig.
Felső szakaszán mocsaras, tavakkal borított síkságon halad, majd hegyek közé érve meredek, erdőkkel borított partok között, szurdokvölgyben kanyarog. Lejjebb a hatalmas Viljuji-víztározón folyik végig. Alsó szakaszán összegyűjti a mocsaras Közép-jakut-alföld folyóinak vizét. Viljujszk várostól a torkolatig völgye kiszélesedik, medre ágakra bomlik, így éri el a Lénát.
Eső és hóolvadék egyaránt táplálja. Közepes évi vízhozama a víztározónál, Csernisevszkij településnél 600 m³/s, a torkolat közelében 1700 m³/s. Tavaszi legmagasabb vízhozama a középső szakaszon akár a 10 000–15 000 m³/s is lehet, a téli minimum azonban csak 2–5 m³/s. Vízgyűjtő területének jelentős része a sokéves-fagy vagy az örökfagy övezetébe esik.
A folyó október közepétől május közepéig, északabbra fekvő felső szakaszán hosszabb időre is befagy. A tavaszi jégzajláskor az alsó szakaszon gyakran óriási jégtorlaszok keletkeznek. A hajózási időszakban a Viljuj a torkolattól 1170 km-ig, illetve Csernisevszkij településig hajózható.

## Mellékfolyók
Jelentősebb mellékfolyói:
- jobbról az Ulahan-Vava (374 km), a Csirkuo, a Csona (802 km), az Ulahan-Botuobuja, az Occsuguj-Botuobuja (342 km),
- balról az Ahtaranda (302 km), az Igiatta (601 km), a Márha (1181 km, vízgyűjtő területe kb. 100 000 km²), a Tyukjan (747 km) és a közel 1100 km hosszú Tyung.

## Települések, ásványi kincsek

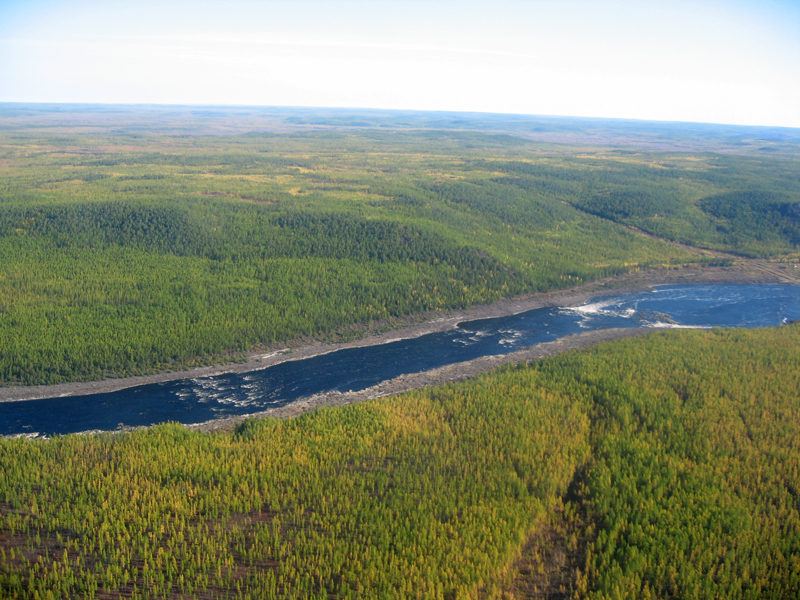
Zúgók a Viljujon

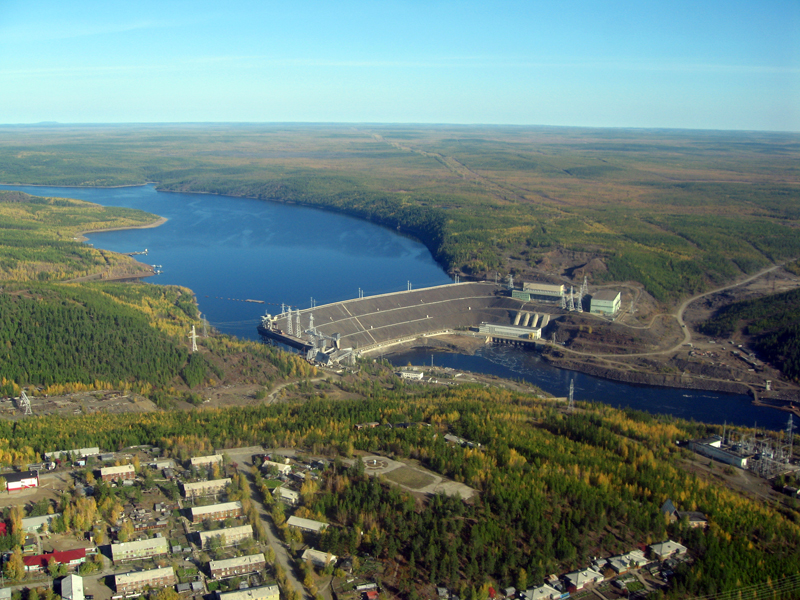
A Viljuj (I)-vízerőmű Csernisevszkij mellett

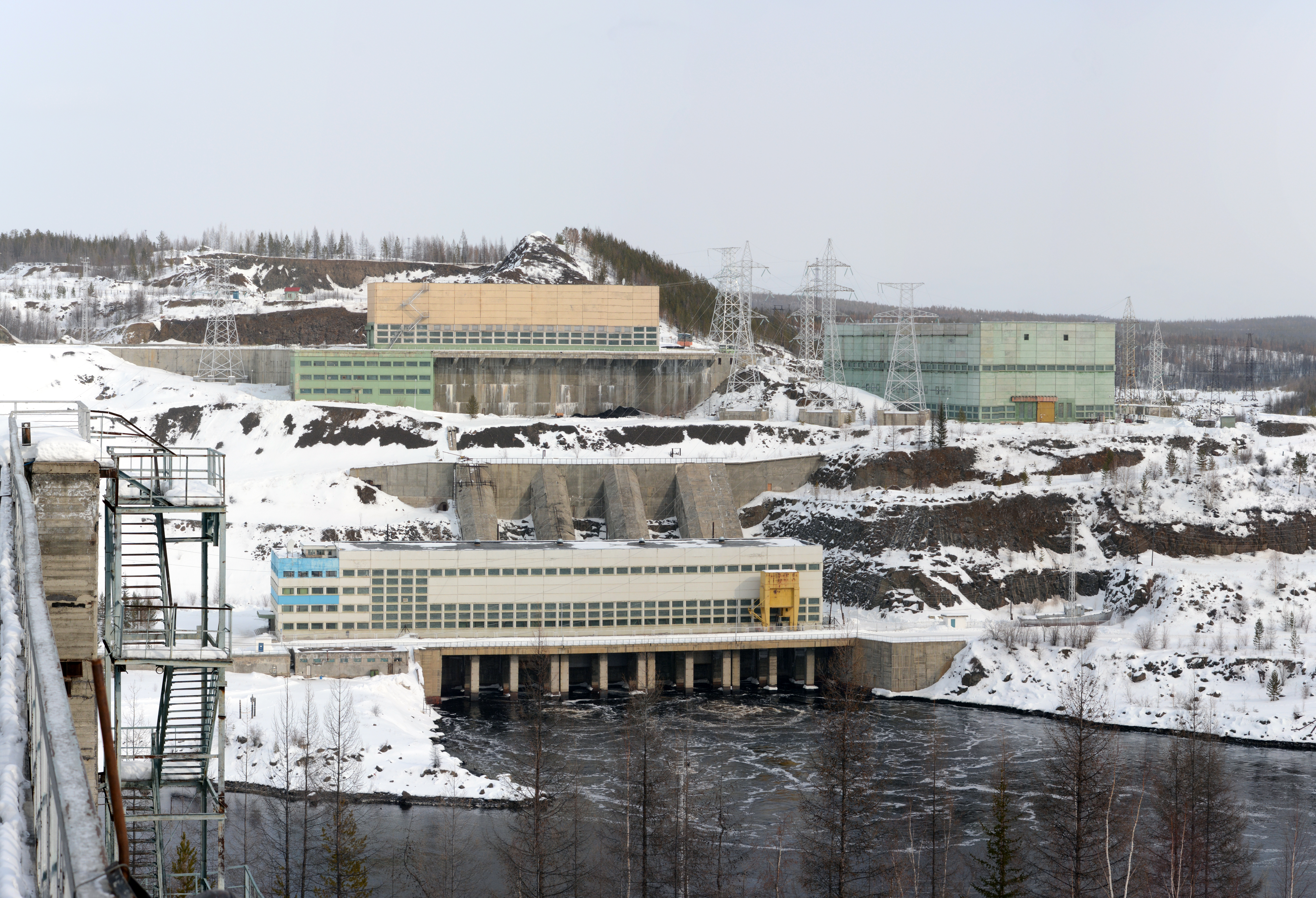
A Viljuj (II)-vízerőmű

A Viljuj és mellékfolyói völgyeinek gazdag gyémántlelőhelyei régóta ismertek. A gyémántbányászat központjaként kialakult város a folyó medencéjében: Mirnij (39 400 fő, 2005-ben). A Viljuj alsó és középső folyásának vidékén (pl. Uszty-Viljujszknál) hatalmas kőolaj- és földgázkészleteket tártak fel. Igen jelentősek a körzet kősó- és széntartalékai is, a folyóvölgyekben (Igiata folyó) aranybányászat folyik.

### Városok
- Viljujszk, 10 000 fő (2005), folyami kikötő
- Nyurba, 10 100 fő (2005)
- Csernisevszkij, a vízerőmű felépítésére és működtetésére létrehozott település

## Erőművek, víztározók

### A Viljuji-víztározó
A folyó középső szakaszán, Csernisevszkij településnél nagy teljesítményű (648 MW) vízerőmű és duzzasztógát, mögötte hatalmas víztározó létesült. Építésük 1960-ban kezdődött, 1978-ban fejeződött be, de az erőmű első egysége már 1967-ben megkezdte az áramszolgáltatást. A vízerőmű létesítése tette lehetővé a Jakutföldön található gazdag gyémántlelőhelyek ipari méretű kitermelését.
A Viljuji-víztározó területe 2360 km² (más számítások szerint 2170 km²), teljes vízbefogadó képessége 40,4 km³ (illetve 36 km³), télen jóval kevesebb. Hossza a folyó eredeti medrében 467 km, átlagos szélessége 4,6 km, legnagyobb szélessége 15–20 km. A víztározó visszaduzzasztó hatása száz kilométereken át érződik, az ide ömlő mellékfolyók medre a torkolatnál kiszélesedik és a víztározón öblöket alkot. Legnagyobb közülük a Csona folyó medréből képződött több mint 100 km hosszan húzódó Csona-öböl.

### A Szvetliji-víztározó
A folyón lejjebb, Csernisevszkijtől kb. 140 km-re, Szvetlij településnél újabb, jóval kisebb vízerőmű és duzzasztógát létesült a hozzá tartozó víztározóval. Kialakításuk 1979-ben kezdődött; az erőmű első egysége már 2004 óta, a második 2006 óta áramot ad, a harmadik üzembe helyezését 2007-re tervezték. A 104 km² területű, 141 km hosszú víztározó építésének teljes befejezése 2008-ban várható.

### Ökológiai veszélyek
A 20. század közepétől a természeti rendszer egyensúlyát fenyegető jelentős veszélyforrások alakultak ki a térségben. Közülük a legfontosabbak:
- A víztározó kialakításával kb. 30 millió m³, eredetileg erdővel fedett terület került víz alá.
- Az ásványi kincsek ipari méretekben folytatott kitermelése.
- 1978-tól kezdve több alkalommal kísérleti földalatti atomrobbantást hajtottak végre a vidéken, ezek káros következményei csak 1996-ban kerültek nyilvánosságra.
- A Szvobodnij-űrközpontból felbocsátott űrrakéták mérgező anyagokat tartalmazó első lépcsői több alkalommal is itt értek földet.
- A Viljuji-víztározó alatt az örökfagy lassú felmelegedését figyelték meg, ami végső soron a vízerőmű duzzasztógátjára is veszélyes lehet.